# 苦樂園口車站
苦樂園口站（日语：／ Kurakuenguchi eki */?）是位於兵庫縣西宮市石刎町，屬於阪急電鐵甲陽線的鐵路車站。車站編號為HK-29。

## 歷史
本站在甲陽線開通時只是信號站，之後則昇格為車站。
- 1924年（大正13年）10月1日 - 甲陽線開始營運[2]。同時設置越木岩信號站[3]。
- 1925年（大正14年）3月8日 - 正式昇格，成為苦樂園口站[2]。
- 2013年（平成25年）12月21日 - 導入車站編號。

## 車站結構
本站為側式月台2面2線的地面車站,並設有東口與西口兩個驗票口。西口設有自動發券機、人工驗票口及自動驗票機，東口只設置自動驗票機。兩個月台間透過地下道連通。
洗手間位於2號月台中間

### 月台配置
| 月台 | 路線   | 方向 | 目的地                                          |
| ---- | ------ | ---- | ----------------------------------------------- |
| 1    | 甲陽線 | 下行 | 往 甲陽園                                       |
| 2    | 甲陽線 | 上行 | 往 夙川、大阪梅田、神戶（三宮）、京都、寶塚方向 |

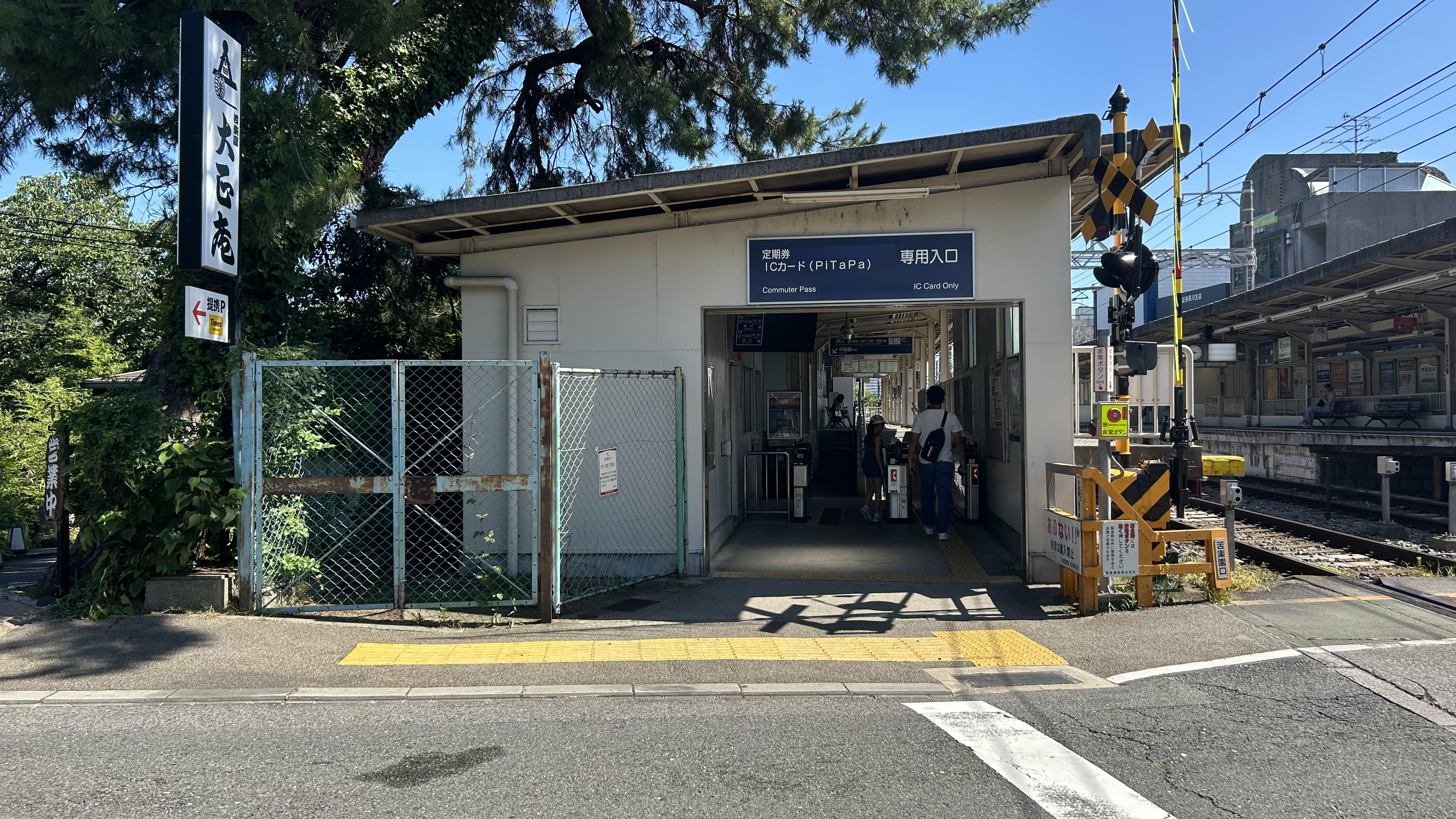
東口(2024年7月)
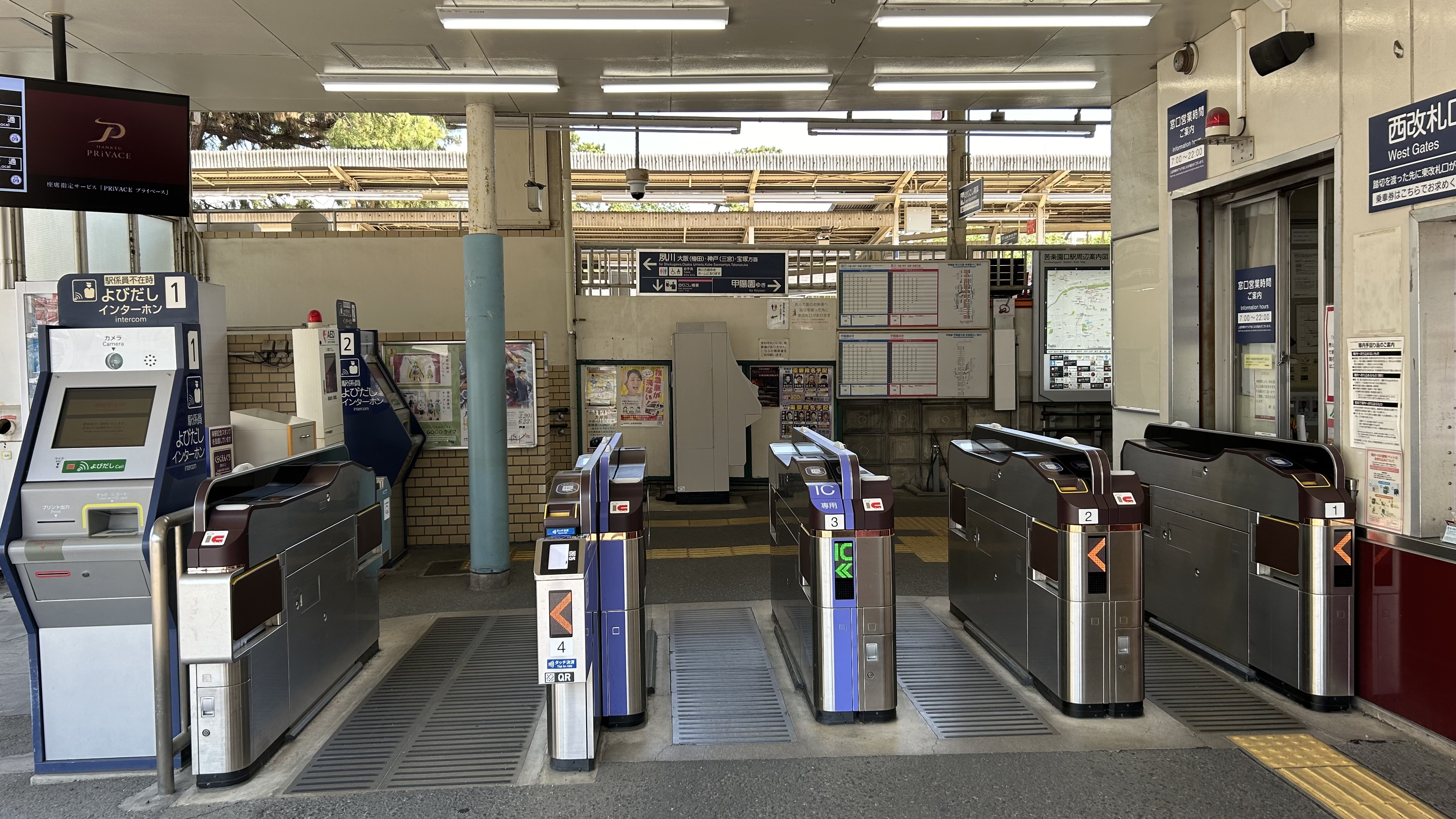
西驗票口(2024年7月)
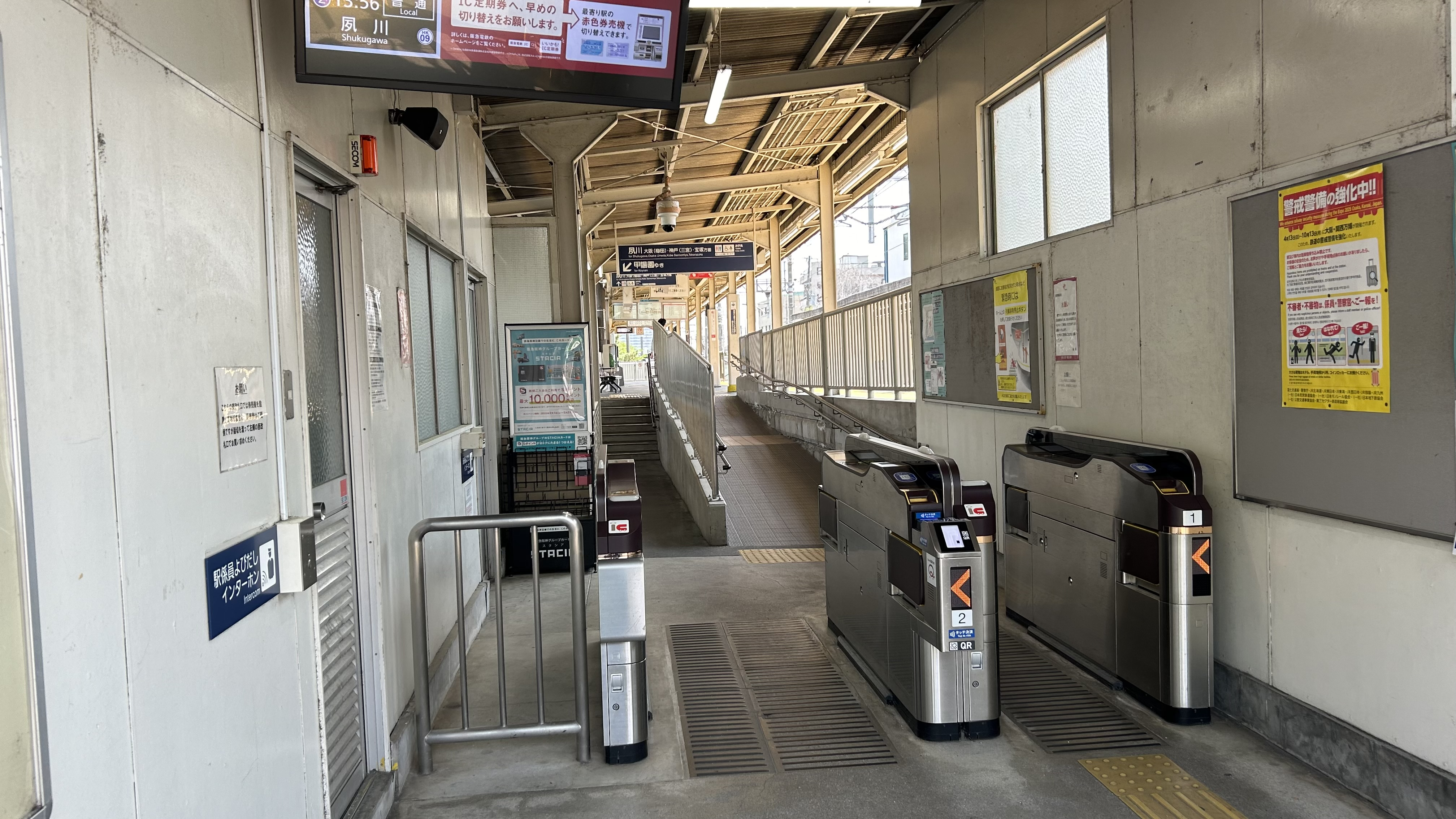
東驗票口(2024年7月)
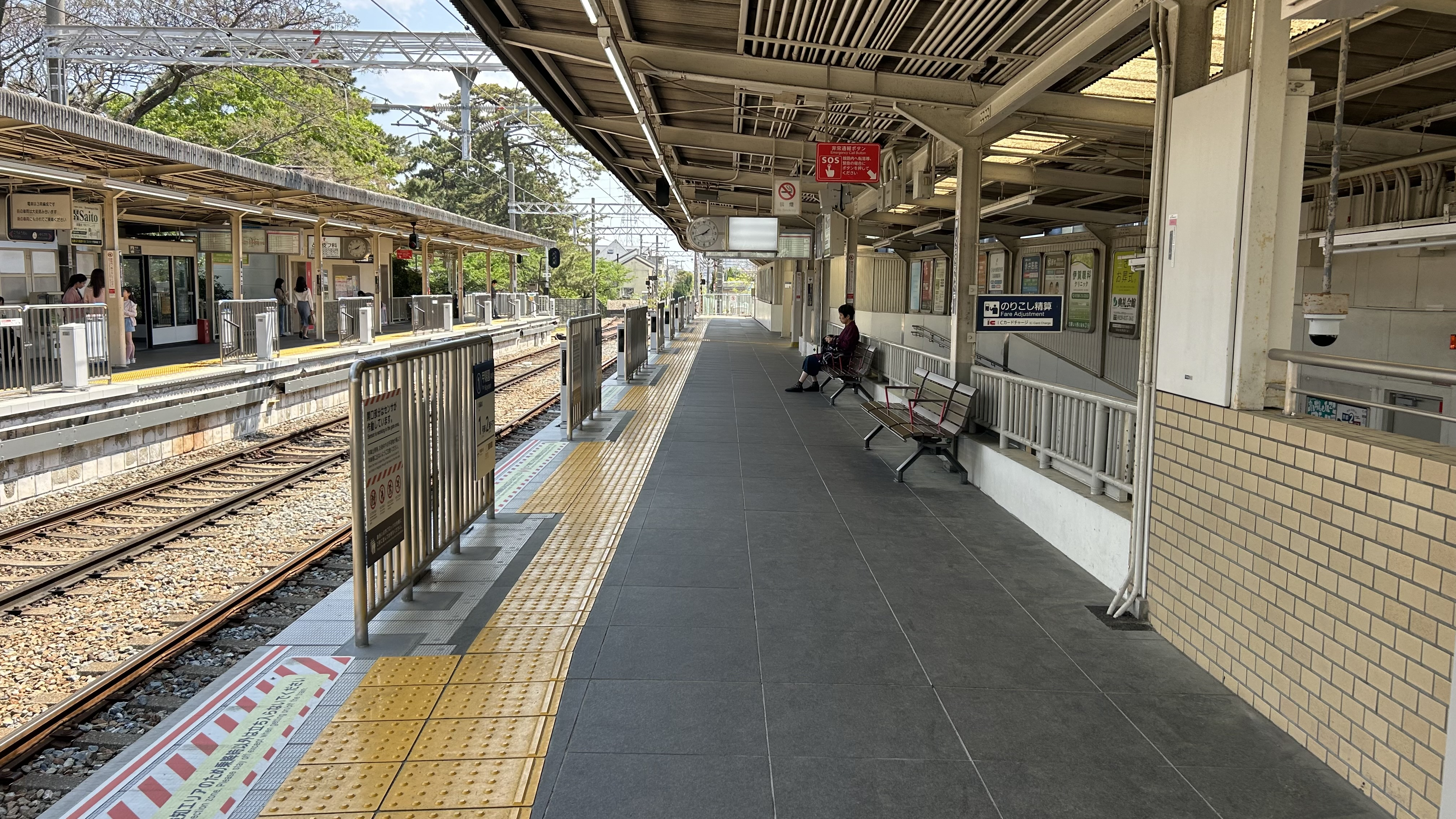
1號月台
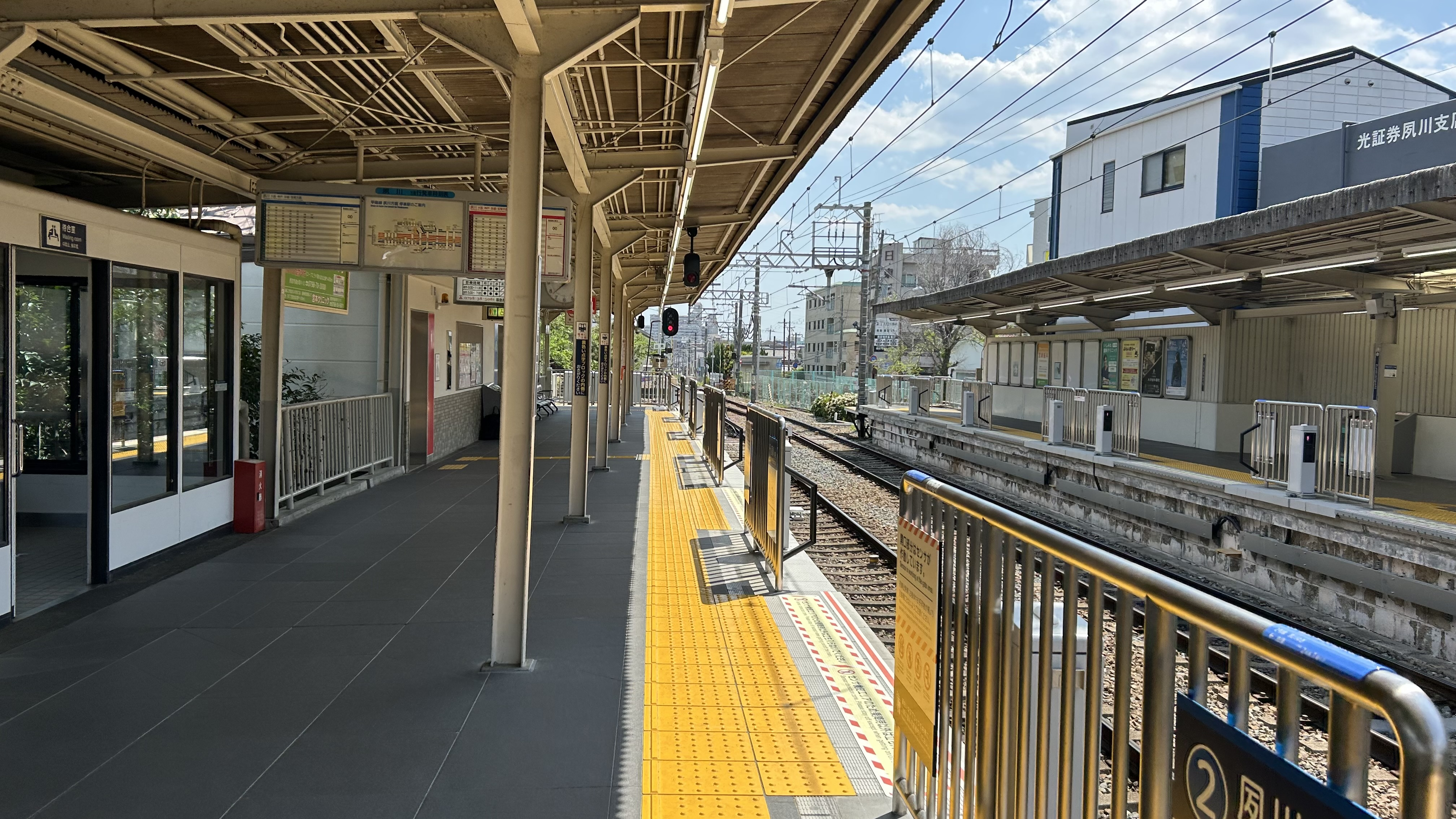
2號月台
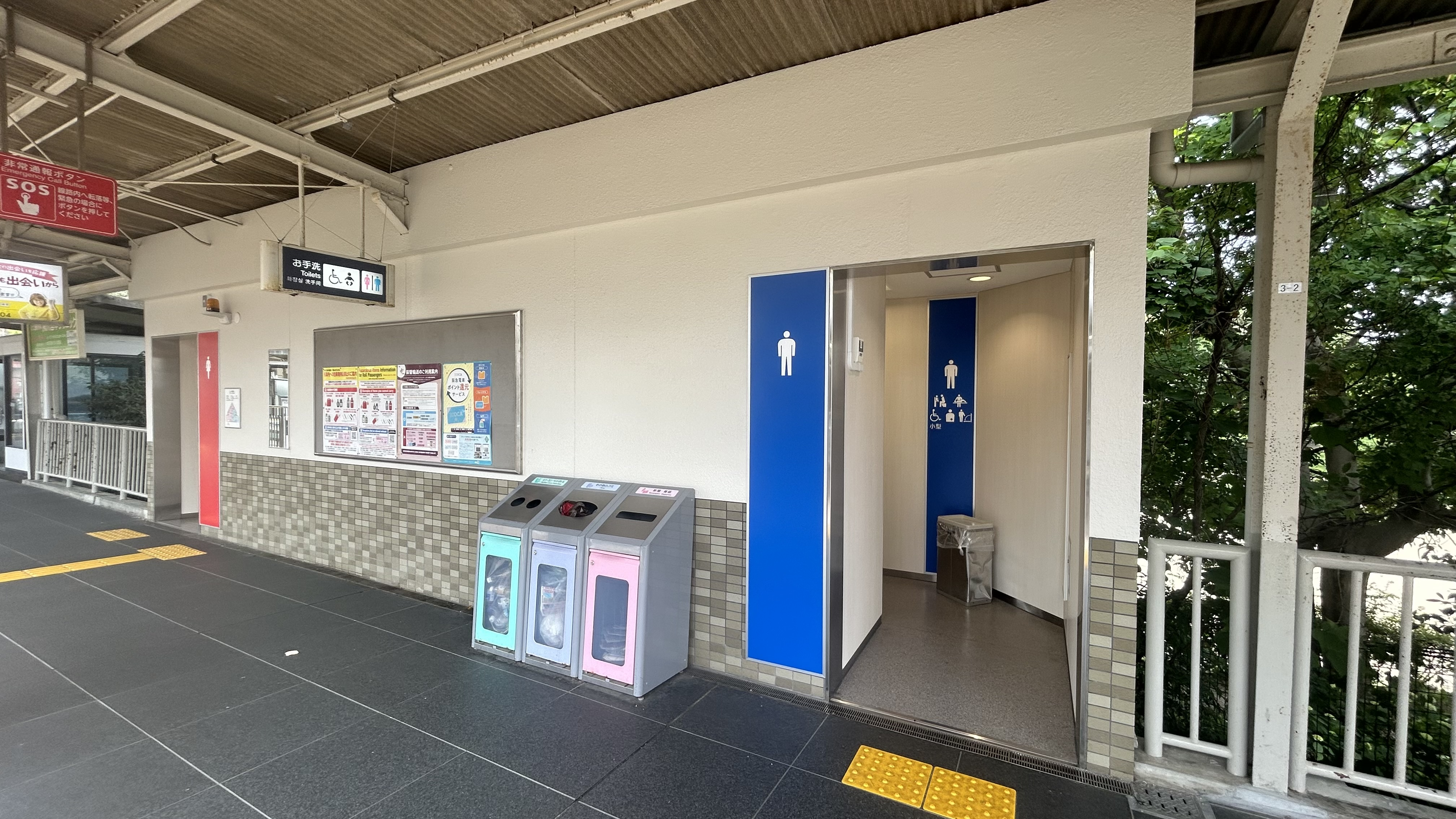
洗手間

## 使用狀況
2016年的一年上車人次為2,739,000人。1日平均上車人次為7,484人。
近年的1日平均上車人次如下表。
| 年度               | 1日平均 上車人次 |
| ------------------ | ---------------- |
| 2001年（平成13年） | 5,833            |
| 2002年（平成14年） | 6,321            |
| 2003年（平成15年） | 5,775            |
| 2004年（平成16年） | 5,638            |
| 2005年（平成17年） | 6,005            |
| 2006年（平成18年） | 5,781            |
| 2007年（平成19年） | 5,888            |
| 2008年（平成20年） | 6,096            |
| 2009年（平成21年） | 6,414            |
| 2010年（平成22年） | 6,608            |
| 2011年（平成23年） | 6,779            |
| 2012年（平成24年） | 6,912            |
| 2013年（平成25年） | 7,099            |
| 2014年（平成26年） | 7,348            |
| 2015年（平成27年） | 7,496            |
| 2016年（平成28年） | 7,484            |

## 車站周邊
本站西部為苦樂園一帶，大正、昭和時期為溫泉勝地。為了讓遊客能夠更容易到達，因此而設置本站。但是要到達苦樂園必須登上陡坡，徒步約20分鐘。
鄰近的夙川公園為春季賞櫻勝地。
- 苦樂園 - 高級住宅區
- 夙川
- 夙川公園
- 西宮市消防局 西宮消防署北夙川分署
- 西宮市立北夙川小學校
- 西宮苦樂園口郵局
- 蘆屋市六麓莊町 - 本站為最近的車站（徒步24分），或是可以在蘆屋川站搭乘阪急巴士。
- 滿池谷墓地、西宮市立滿池谷火葬場
- NITEKO池 - 『螢火蟲之墓』的舞台。滿池谷火葬場位於南方。
- 上島珈琲店 本店
- 野村證券 苦樂園分行
- 樋之池公園、樋之池游泳池

### 公車路線
阪急巴士（車站西方，「苦樂園口」公車站）
- 西宮市內線（夙川台線）
  - 1系統：往 西宮甲山高校、五池
  - 2系統：往 甲山墓園前
  - 3系統：往 劍谷
- 蘆屋市內線
  - 4系統：往 老松町、苦樂園（循環路線）
  - 11・13系統：往 苦樂園、日出橋、水道橋、JR蘆屋、阪神蘆屋、蘆屋濱營業所前

阪神巴士（車站東方，「苦樂園口東」公車站）
- 西宮山手線・鷲林寺線：往 阪神西宮

## 相鄰車站
阪急電鐵
 甲陽線
夙川（HK-09）－苦樂園口（HK-29）－甲陽園（HK-30）

## 外部連結
- 苦樂園口 - 阪急電鐵